# Restless (Sara Evans)
Restless è il quarto album in studio della cantante country statunitense Sara Evans, pubblicato nel 2003.

## Tracce
1. Rockin' Horse – 3:58
2. Backseat of a Greyhound Bus – 5:33
3. Restless – 4:14
4. Niagara – 5:34
5. Perfect – 4:01
6. Need to Be Next to You – 4:29
7. To Be Happy – 3:51
8. Tonight – 5:26
9. Otis Redding – 4:38
10. Feel It Comin' On – 3:03
11. I Give In – 4:52
12. Big Cry – 3:18
13. Suds in the Bucket – 3:49